# Épisodes de Last Resort
Cet article présente les épisodes de la série télévisée américaine Last Resort.

## Synopsis
La série suit l'équipage de l'USS Colorado, sous-marin nucléaire lanceur d'engins de Classe Ohio de l'US Navy. Le sous-marin reçoit un ordre de tir de missiles nucléaires vers le Pakistan. Toutefois, si l'ordre a un code d'authentification valide, il passe par un canal secondaire d'urgence alors que le canal officiel est parfaitement opérationnel. Ceci viole le protocole de lancement nucléaire, mais quand le Colorado demande confirmation de l'ordre de tir par le canal officiel, un autre navire américain les prend pour cible. À la suite de cette agression, ils deviennent ennemis de leur propre pays et s'emparent de l'avant-poste de surveillance de l'OTAN situé sur l'île fictive de Sainte Marina, déclarant cette île pays souverain avec capacités nucléaires. L'équipage doit trouver le moyen de prouver son innocence et de confondre le véritable responsable pour espérer rentrer chez eux, tout en prenant garde aux tentatives d'autres pays de s'emparer d'un SNLE américain et des secrets qu'il renferme.

## Distribution

### Acteurs principaux
- Andre Braugher : capitaine Marcus Chaplin, commandant de l'USS Colorado
- Scott Speedman : lieutenant-commandant Sam Kendal, officier en second de l'USS Colorado
- Daisy Betts : lieutenant Grace Shepard, navigatrice de l'USS Colorado
- Dichen Lachman : Tani Tumrenjack, propriétaire du bar
- Daniel Lissing : officier James King des Navy SEALs
- Sahr Ngaujah (en) : Julian Serrat, baron de la drogue
- Camille de Pazzis : Sophie Girard, chef de l'avant-poste de l'OTAN
- Autumn Reeser : Kylie Sinclair, lobbyiste
- Jessy Schram : Christine Kendal, femme du lieutenant-commandant Sam Kendal
- Robert Patrick : premier maître de flotte[1](COB ou Chief of the Boat (en)) Joseph Prosser

### Acteurs récurrents et invités
- Jay Hernandez : Paul Wells, avocat du gouvernement américain
- Michael Ng : maître principal Cameron Pitts, opérateur sonar de l'USS Colorado
- Jessica Camacho : premier maître Pilar Cortez
- Bruce Davison : amiral Arthur Shepard, père de Grace
- Will Rothhaar (en) : maitre Josh Brannan
- Jay Karnes : William Curry, secrétaire à la Défense des États-Unis
- Omid Abtahi : technicien Nigel de l'avant-poste de l'OTAN
- Max Adler : Stern (épisode 1)
- Matt Gerald : Gil Langston (épisode 1)

## Épisodes

### Épisode 1:Désobéissance
- États-Unis /  Canada : 27 septembre 2012 sur ABC[2] / Global
- France : 18 juillet 2013 sur Canal+
- Québec : 6 février 2014 sur Ztélé[3]

- États-Unis : 9,311 millions de téléspectateurs[4]
- Canada : 1,31 million de téléspectateurs[5]

- Michael Ng (opérateur sonar Cameron Pitts)
- Daniel Bess (lieutenant Chris Cahill)
- Bruce Davison (amiral Arthur Shepard)
- Kasim Saul (matelot Lawrence)
- Jason Quinn (matelot Jones)
- Mary Gutzi (Dodds)

### Épisode 2:Tirs fratricides
- États-Unis /  Canada : 4 octobre 2012 sur ABC / Global
- France : 18 juillet 2013 sur Canal+
- Québec : 13 février 2014 sur Ztélé

- États-Unis : 7,87 millions de téléspectateurs[6]

- Jay Hernandez (Paul Wells)
- Michael Ng (Cameron Pitts)
- John Prosky (Pélerin)
- Omid Abtahi (Nigel)
- Assaf Cohen (Linus)
- Kasim Saul (matelot Lawrence)

### Épisode 3:Ultimatum
- États-Unis /  Canada : 11 octobre 2012 sur ABC / Global
- France : 18 juillet 2013 sur Canal+
- Québec : 20 février 2014 sur Ztélé

- États-Unis : 6,89 millions de téléspectateurs[7] (première diffusion)

- Jay Karnes (secrétaire à la Défense William Curry)
- Michael Ng (Cameron Pitts)
- Bruce Davison (amiral Arthur Shepard)
- Jessica Camacho (Pilar Cortez)
- Will Rothhaar (matelot Josh Brannan)
- Chad Michael Collins (Redman)

### Épisode 4:Le choix
- États-Unis /  Canada : 18 octobre 2012 sur ABC / Global
- France : 25 juillet 2013 sur Canal+
- Québec : 27 février 2014 sur Ztélé

- États-Unis : 7,06 millions de téléspectateurs[8] (première diffusion)

- Jay Karnes (secrétaire à la Défense William Curry)
- Jay Hernandez (Paul Wells)
- Bruce Davison (amiral Arthur Shepard)
- Michael Ng (Cameron Pitts)
- Jessica Camacho (Pilar Cortez)

### Épisode 5:La négo
- États-Unis /  Canada : 25 octobre 2012 sur ABC / Global
- France : 25 juillet 2013 sur Canal+
- Québec : 6 mars 2014 sur Ztélé

- États-Unis : 6,53 millions de téléspectateurs[9] (première diffusion)

- Jay Karnes (secrétaire à la Défense William Curry)
- Jay Hernandez (Paul Wells)
- Bruce Davison (amiral Arthur Shepard)
- Daniel Bess (lieutenant Chris Cahill)
- April Grace (Amanda Straugh, conseillère à la Maison-Blanche)

### Épisode 6:Mauvais trip
- États-Unis /  Canada : 8 novembre 2012 sur ABC / Global
- France : 1er août 2013 sur Canal+
- Québec : 13 mars 2014 sur Ztélé

- États-Unis : 5,98 millions de téléspectateurs[10]
- Canada : 779 000 téléspectateurs[11]

- Michael Ng (Cameron Pitts)
- Jessica Camacho (Pilar Cortez)
- Omid Abtahi (Nigel)
- Jay Hernandez (Paul Wells)
- Daniel Bess (Chris Cahill)
- Gideon Emery (Booth)

### Épisode 7:Suspicions
- États-Unis /  Canada : 15 novembre 2012 sur ABC / Global
- France : 1er août 2013 sur Canal+
- Québec : 20 mars 2014 sur Ztélé

- États-Unis : 5,68 millions de téléspectateurs[12] (première diffusion)

### Épisode 8:Crime de guerre
- États-Unis /  Canada : 29 novembre 2012 sur ABC / Global
- France : 8 août 2013 sur Canal+
- Québec : 27 mars 2014 sur Ztélé

- États-Unis : 5,2 millions de téléspectateurs[13] (première diffusion)

- Jessica Camacho (Pilar Cortez)
- Gideon Emery (Booth)
- Jay Hernandez (Paul Wells)
- Jay Karnes (secrétaire à la Défense William Curry)
- Michael Mosley (maître principal Hal Anders)
- Tyler Tuione (chef)
- Ian Verdun (Richmond)

### Épisode 9:Prise d'otages
- États-Unis /  Canada : 6 décembre 2012 sur ABC / Global
- France : 8 août 2013 sur Canal+
- Québec : 3 avril 2014 sur Ztélé

- États-Unis : 5,44 millions de téléspectateurs[14] (première diffusion)

- Shaun Toub (amiral Safir Ahsan)
- Jessica Camacho (maître Pilar Cortez)
- Will Rothaar (maître Josh Brannan)
- Daniel Bess (lieutenant Chris Cahill)
- Jay Hernandez (Paul Wells)
- David Rees Snell (SEAL Barry Hopper)
- Fred Ochs (Dr Oscar Niels)

### Épisode 10:Exfiltration
- États-Unis /  Canada : 13 décembre 2012 sur ABC / Global
- France : 15 août 2013 sur Canal+
- Québec : 10 avril 2014 sur Ztélé

- États-Unis : 4,94 millions de téléspectateurs[15] (première diffusion)

- Michael Ng (Cameron Pitts)
- Will Rothaar (maître Josh Brannan)
- David Rees Snell (SEAL Barry Hopper)
- Michael King (maître Kevin Hawkes)
- Darri Ingolfsson (Robert Mitchell)
- Chin Han (ambassadeur Zheng)

### Épisode 11:Tête brûlée
- États-Unis /  Canada : 10 janvier 2013 sur ABC / Global
- France : 15 août 2013 sur Canal+
- Québec : 17 avril 2014 sur Ztélé

- États-Unis : 5,81 millions de téléspectateurs[16] (première diffusion)

- Bruce Davison (amiral Arthur Shepard)
- Ernie Hudson (président de la Chambre Conrad Buell)
- Daniel Bess (lieutenant Chris Cahill)
- Jessica Camacho (maître Pilar Cortez)
- David Rees Snell (SEAL Barry Hopper)
- Chin Han (ambassadeur Zheng)

### Épisode 12:Putsch
- États-Unis /  Canada : 17 janvier 2013 sur ABC / Global
- France : 22 août 2013 sur Canal+
- Québec : 24 avril 2014 sur Ztélé

- États-Unis : 5,07 millions de téléspectateurs[17] (première diffusion)

- Ernie Hudson (président de la Chambre Conrad Buell)
- Bruce Davison (amiral Arthur Shepard)
- Jessica Camacho (maître Pilar Cortez)

### Épisode 13:Partir en beauté
- États-Unis /  Canada : 24 janvier 2013 sur ABC / Global
- France : 22 août 2013 sur Canal+
- Québec : 1er mai 2014 sur Ztélé

- États-Unis : 5,48 millions de téléspectateurs[18] (première diffusion)

- Michael Mosley (maître principal Hal Anders)
- Michael King (maître Kevin Hawkes)
- Chin Han (ambassadeur Zheng Min)
- Robert Davison (Kowalski)
- Jason Beghe (Wes Porter)
- Peter Martorano (président Bolton)